# Bill Nankeville
George William « Bill » Nankeville, né le 24 mars 1925 et mort le 8 janvier 2021, est un ancien athlète britannique. Spécialiste de demi-fond, il a remporté plusieurs titres nationaux et une médaille de bronze aux championnats d'Europe de 1950.

## Palmarès

### Jeux olympiques d'été
- Jeux olympiques d'été de 1948 à Londres ( Royaume-Uni)
  - 6e sur 1 500 m

### Championnats d'Europe d'athlétisme
- Championnats d'Europe d'athlétisme de 1950 à Bruxelles ( Belgique)
  -  Médaille de bronze sur 1 500 m